# Námořnictvo Čínské republiky
Námořnictvo Čínské republiky (čínsky: 中華民國海軍) je námořní složkou ozbrojených sil Čínské republiky. Jeho hlavním úkolem je bránit území Čínské republiky a její teritoriální vody, především Tchajwanský průliv, proti případné blokádě, útoku či invazi ze strany Čínské lidové republiky. Lodě námořnictva Čínské republiky nesou označení ROCS (Republic of China Ship). Námořnictvo tvoří asi 68 000 osob, z toho 30 000 vojáků námořní pěchoty.

## Historie

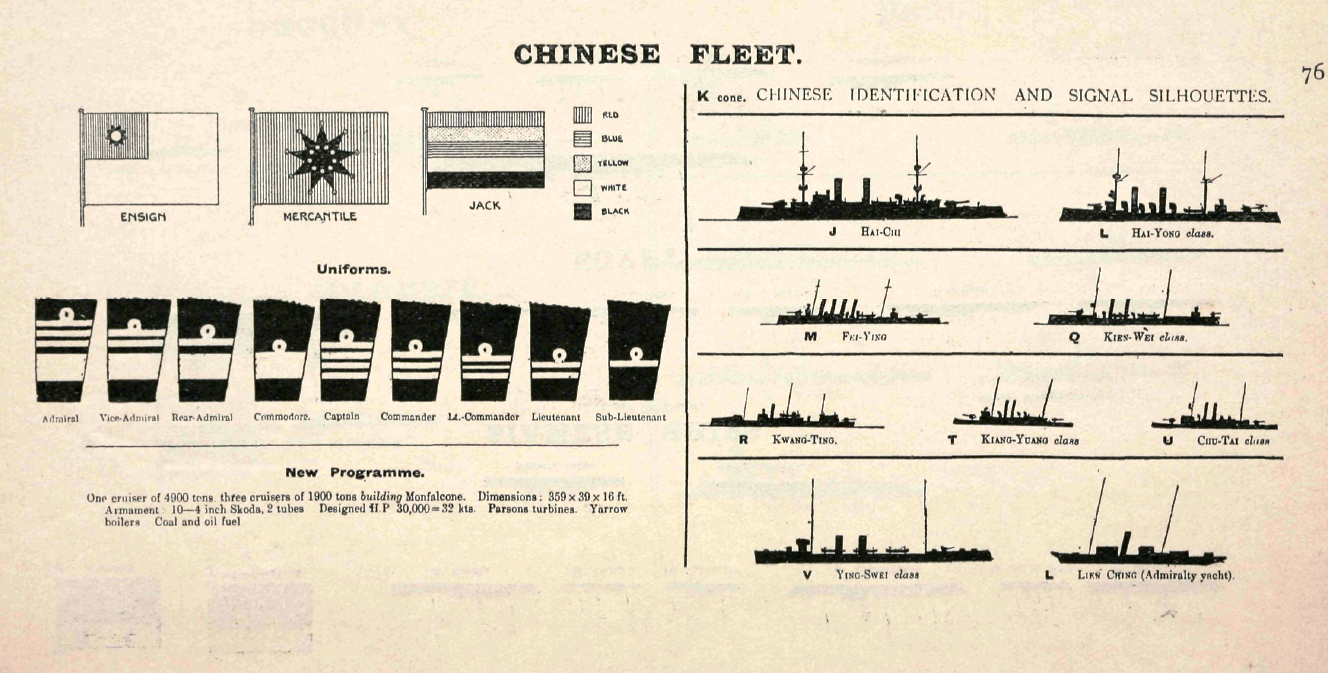
Námořnictvo Čínské republiky v roce 1914

Původní Námořnictvo Čínské republiky vzniklo v kontinentální Číně po pádu Dynastie Čching v roce 1911. V následujících dekádách bylo námořnictvo věrné Kuomintangu. Za druhé světové války toto slabé a špatně vybavené námořnictvo operovalo zejména na čínských řekách.
Po válce získalo některé vyřazené spojenecké a ukořistěné japonské lodě. Znovuvypuknutí čínské občanské války však přineslo porážku Kuomintagu, který byl čínskými komunisty v roce 1949 vytlačen na ostrov Tchaj-wan. Evakuace, při které hrálo námořnictvo zásadní roli, skončila 8. prosince 1949. Evakuovat se podařilo též většinu válečných lodí. Ve stejné době byla vyhlášena Čínská lidová republika, jejímž velkou prioritou se stalo připojení Tchaj-wanu pod svou vládu. Mimo ostrov Chaj-nan, dobytý v roce 1950, se ale Tchaj-wanu podařilo své teritorium ubránit. Velkou roli v tom hrály USA, které námořnictvu Čínské republiky zajistily naprostou většinu techniky ze svých bohatých rezerv lodí, postavených za druhé světové války.

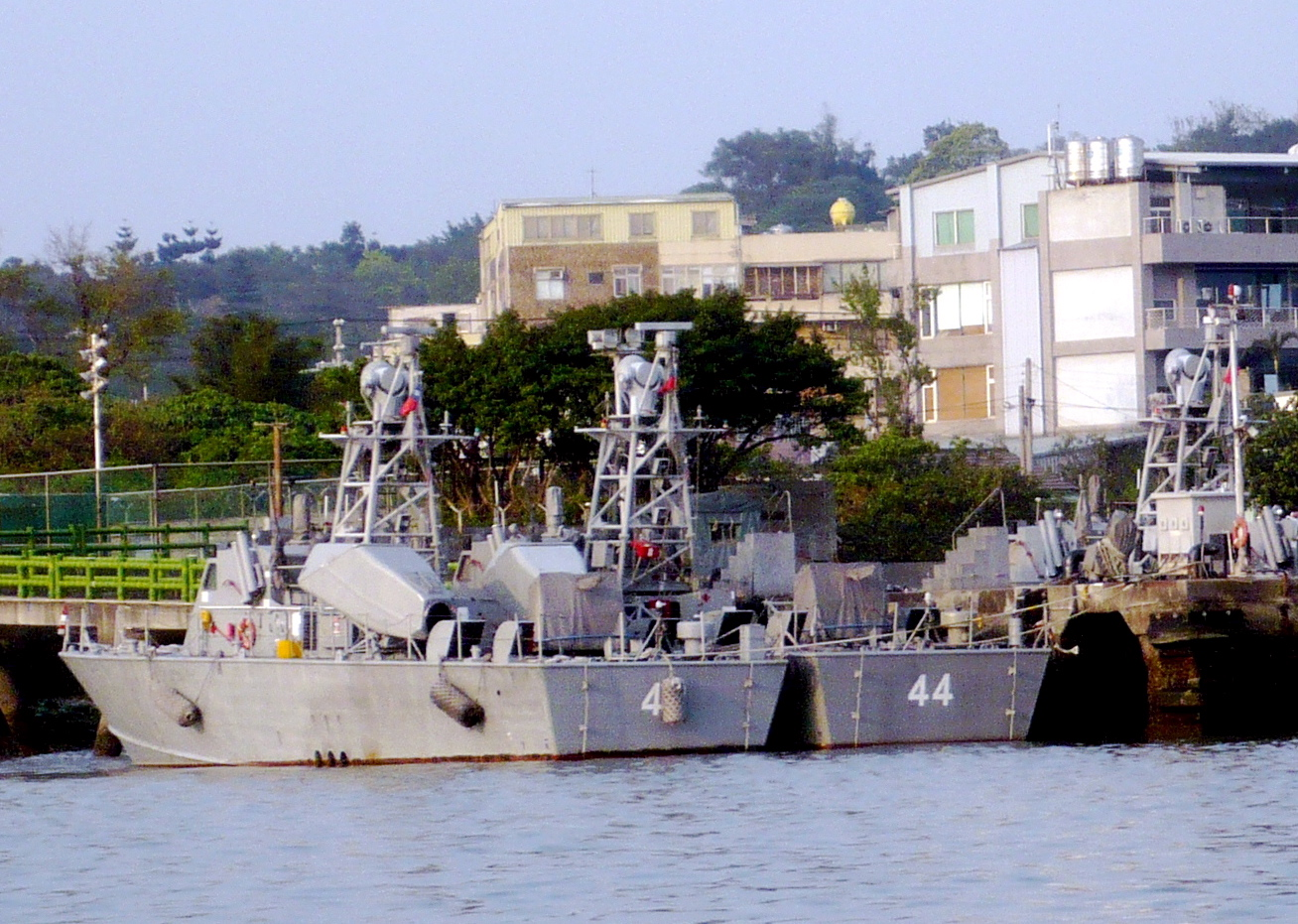
Raketové čluny třídy Chaj-ou

Po nástupu prezidenta Nixona se USA pokusily o zlepšení vztahu s ČLR. Diplomatická podpora Tchaj-wanu oslabila a země se dostala do silné izolace. Na druhou stranu USA zesílily dodávky svých vyřazených válečných lodí, zejména řady torpédoborců tříd Fletcher, Allen M. Sumner a Gearing. Ty byly, za cenu rozsáhlých modernizací, provozovány až do 90. let. Dodání jiných moderních válečných lodí, s výjimkou dvou nizozemských ponorek třídy Zwaardvis, zabránila čínská diplomacie. Řadu menších lodí si proto Tchaj-wan stavěl ve vlastních loděnicích.
Až do 70. let přitom bylo námořnictvo Čínské republiky zaměřeno na boj proti ponorkám, kterých měla kontinentální Čína značné množství. Teprve intenzivní stavba čínských hladinových lodí v následujících letech donutila námořnictvo Čínské republiky klást větší důraz na případné ničení hladinových lodí.
V posledních 20 letech však námořnictvo Čínské republiky prodělalo řadu modernizací. O nizozemských ponorkách byla zmínka již výše. V domácích loděnicích bylo rovněž postaveno osm fregat americké třídy Oliver Hazard Perry, dalších osm starších fregat třídy Knox dodaly USA ze svých rezerv a ve Francii bylo konečně zakoupeno šest supermoderních stealth fregat třídy La Fayette. Tchaj-wan měl rovněž velký zájem o dodání nejmodernějších amerických torpédoborců třídy Arleigh Burke, vybavených zbraňovým systémem Aegis, odpor Číny ale nakonec vedl k dodání o generaci starších lodí třídy Kidd, původně stavěných pro Írán.

## Složení

### Torpédoborce

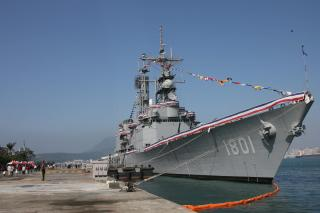
Ťi-lung (DDG-1801)

- Třída Ťi-lung – americká třída Kidd
  - Ťi-lung (基隆, DDG-1801)
  - Cuo-jing (左營, DDG-1803)
  - Su-ao (蘇澳, DDG-1802)
  - Ma-kung (馬公, DDG-1805)

### Fregaty

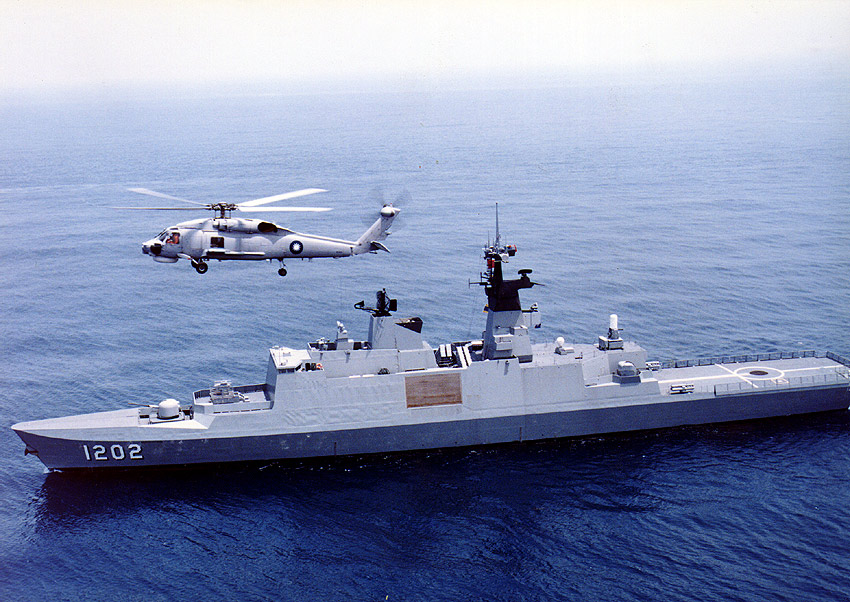
Fregata třídy Kchang-ting

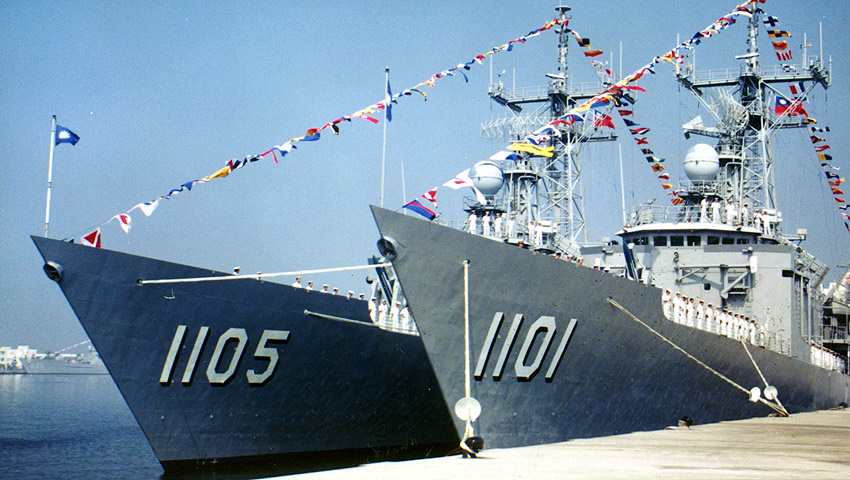
Fregaty třídy Čcheng-kung

- Třída Kchang-ting – licenční verze francouzské třídy La Fayette (6 ks)
- Třída Oliver Hazard Perry (2 ks)
- Třída Čcheng-kung – licenční verze americké třídy Oliver Hazard Perry (8 ks)
- Třída Ťi-jang – americká třída Knox (5 ks)

### Ponorky

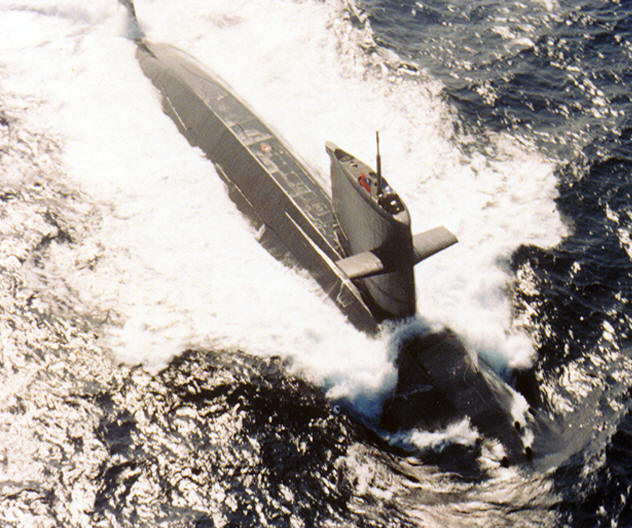
Chaj-lung (SS-793)

- Třída Chaj-lung – nizozemská třída Zwaardvis
  - Chaj-lung (SS-793)
  - Chaj-chu (SS-794)

- Třída Chaj-š’ – americká třída Tench
  - Chaj-š’ (SS-736) – ex USS Cutlass (SS-478)
  - Chaj-pao (SS-794) – ex USS Tuck (SS-426)

### Hlídkové lodě

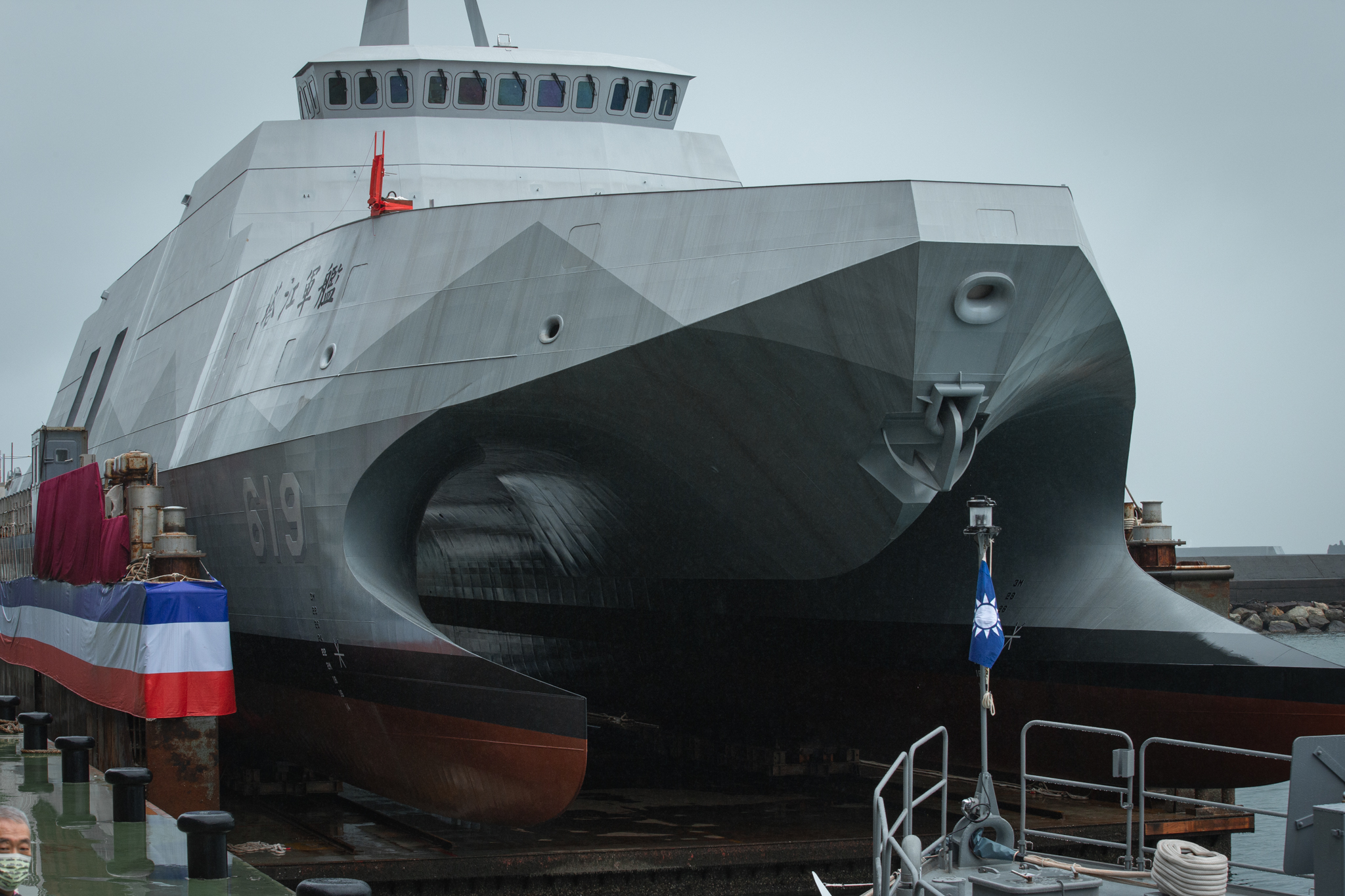
Tcha-ťiang (PGG-619)

- Třída Tchuo-ťiang (7 ks)
- Třída Ťin-ťiang (6 ks)

### Raketové čluny
- Třída Kuang-chua VI (31 ks)

### Minolovky
- Třída Osprey (2 ks)
- Třída Aggressive (4 ks)
- Třída Jung-feng (4 ks)

### Výsadkové lodě
- Třída Jü-šan – výsadková doková loď
  - Jü-šan (LPD-1401)

- Třída Newport – tanková výsadková loď
  - Čung-che (LST-232) – ex USS Manitowoc (LST-1180)
  - Čung-pching (LST-233) – ex USS Sumter (LST-1181)

- Třída Anchorage – výsadková doková loď
  - Sü-chaj (LSD-193) – ex USS Pensacola (LSD-38)

- Kao-siung (LCC-1, ex USS Dukes County) – tanková výsadková loď třídy LST-542 (status dalších nejasný)

### Podpůrné lodě

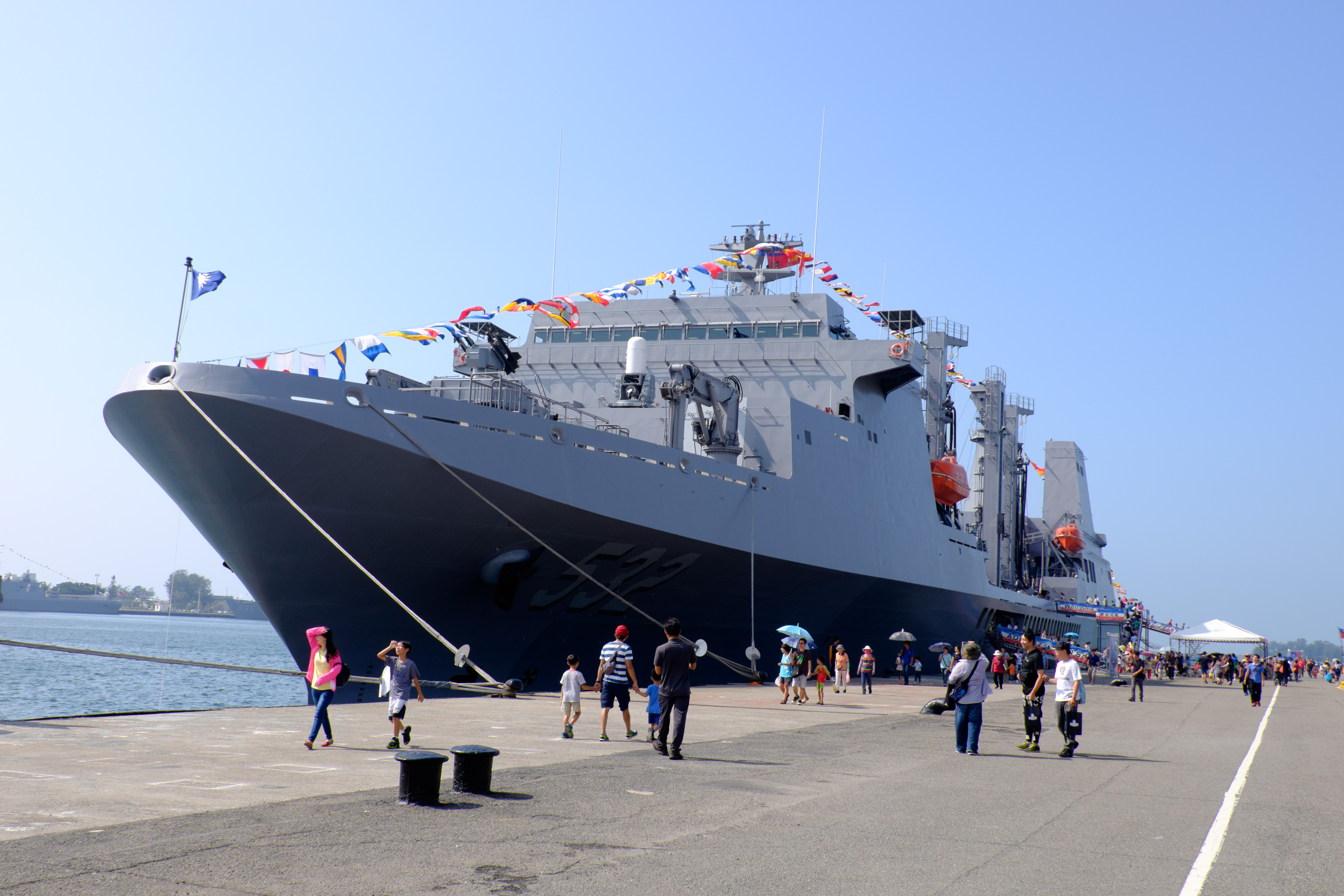
Pchan-š’ (AOE-532)

- Pchan-š’ (AOE-532) – bojová podpůrná loď
- Wu-i (AOE-530) – bojová podpůrná loď

## Plánované akvizice
- Lehké fregaty (2 ks) – V letech 2023–2024 rozestavěny dva prototypy, jeden protiponorkový a druhý protiletadlový.[4][5][6]
- Třída Tchuo-ťiang (5 ks) – Hlídkové lodě
- Třída FMLB-1 (4 ks) – Rychlé minonosky
- Třída Jü-šan (1 ks) - Dokové výsadkové lodě[7]
- Ta-wu (ARS-571) – Záchranná loď ponorek (1 ks)
- Třída Chaj-kchun (až 8 ks) – V roce 2023 spuštěn na vodu prototyp Chaj-kchun (SS-711). Prototyp má být dokončen roku 2025.